# 吳鑄人
吴铸人（1902年7月23日—1984年5月3日），名寿金，號夢燕，安徽省盱眙县大通镇人，民國37年（1948年）在北平市選區當選第一屆立法委員。

## 生平[1][2]
生于盱眙县大通镇的一个地主家庭。父亲是清朝秀才。 早年先后在天长县官立高等小学、盱眙第九中学、芜湖中学等校学习，后来从北京大学毕业。
民国13年（1924年）， 于北京加入中山主义实践社，并加入中国国民党。
民国16年（1927年）， 任中国国民党直隶省党部委员兼青年部部长，并任私立大同中学校长。民国17年（1928年），他任中国国民党河北省党务指导委员会训练部长。民国18年（1929年），中国国民党第三次全国代表大会召开，中山主义实践社成员同国民党内蒋介石的派系发生冲突， 不得不在民国19年（1930年）到英国留学，后来获得牛津大学农业经济硕士学位。归国后，他投陈果夫、陈立夫的CC系。民国24年（1935年），他出任江苏省政府经济视察员。一二·九运动爆发后，他受命赴扬州平息扬州学潮。民国25年（1936年）他在中国国民党中央政治学校蒙藏学校任职。
抗日战争时期，陈果夫任国民政府军事委员会委员长侍从室第三处处长，掌握国民党的人事权， 任该处第九组组长，从事中国国民党中央训练团学员的通讯及调查工作。民国33年（1944年），经陈果夫提议，中国国民党中央训练团设高级班， 任高级班学生通讯处处长。民国34年（1945年），国民政府军事委员会委员长侍从室第三处撤销，其原管理的通讯组织系统被移交于中国国民党中央组织部。同年5月， 以中国国民党河北省党部代表的身份参加了中国国民党第六次全国代表大会，任大会提案审查委员会经济组成员，并在大会上当选为候补中央执行委员。此后，他列席了国民党六届一中、二中、三中、四中全会。民国35年（1946年）3月的六届二中全会、民国36年（1947年）3月的六届三中全会上，他均任组织审查委员会委员。
民国35年（1946年），作为中国国民党中央派系的代表， 在中统力量的支持下当选中国国民党北平市党部主任委员。任内， 利用过去中国国民党中央训练团高级班学员的人脉以及中统的力量积极反对中国共产党。民国37年（1948年），他创立了清共先锋队，还组织了多次反对中国共产党的示威游行。民国35年（1946年）4月，北平市的国大代表选举协进会决定4月21日下午在中山公园音乐堂举办讲演会，揭露中国国民党绕过政治协商会议单方面召开制宪国民大会的非法性。 闻讯乃召集国民党各区党部负责人联席会议，布置警察、宪兵、三青团冲击讲演会会场，打伤陈谨昆教授，酿成音乐堂事件。同年12月24日晚，沈崇事件发生，此后北平学生和各界民众举行示威游行以抗议美军的暴行， 以当时在军调部任职的中国共产党党员黄华在游行队伍中任指挥作为借口，迫使北平市市长何思源向军调部提出报告抗议，后来受到军调部中共代表叶剑英的驳斥。在北平任职期间， 还曾主办《周论》杂志，并曾经营一家农场。
民国37年（1948年），当选北平市的立法委员。同年，中华民国总统、副总统选举举行，国民党各派别围绕竞选展开激烈斗争，李宗仁、孙科竞争副总统，孙科受CC派及蒋介石支持。 为CC派成员，也不得不跟随CC派支持孙科，但仍暗中为李宗仁拉选票。1948年底，中国人民解放军包围了北平市， 乃辞去中国国民党北平市党部主任委员的职务，逃往台湾。在台湾， 仍任立法委员。
1984年5月3日，吴铸人逝世。

## 荣誉
- 三等景星勋章（1945年10月9日批准[5]）